# Hronská Breznica
Hronská Breznica es un municipio del distrito de Zvolen en la región de Banská Bystrica, Eslovaquia, con una población estimada a final del año 2024 de 251 habitantes.
Se encuentra ubicado en el centro-oeste de la región, en los montes Centrales Eslovacos y la cuenca hidrográfica del río Hron —un afluente izquierdo del Danubio— y cerca de la frontera con la región de Nitra.

## Demografía
| Año        | 1994 | 2004     | 2014    | 2024    |
| ---------- | ---- | -------- | ------- | ------- |
| Población  | 258  | 286      | 261     | 251     |
| Diferencia |      | +10,85 % | −8,74 % | −3,83 % |

| Año        | 2023 | 2024    |
| ---------- | ---- | ------- |
| Población  | 244  | 251     |
| Diferencia |      | +2,86 % |